# Fronteras de Croacia
Las fronteras de Croacia son los linderos internacionales que Croacia comparte con sus Estados vecinos. Están representados por líneas que delimitan el territorio nacional donde el Estado ejerce su autoridad soberana.

## Territorio y fronteras
El territorio de Croacia cubre 56594 km². La geografía física de Croacia se define por su ubicación: se describe como parte del sudeste de Europa. Croacia limita con Bosnia y Herzegovina (933 km) y Serbia (241 km) al este, Eslovenia (501 km) al oeste y Hungría (329 km) al norte y Montenegro (26 km) y el mar Adriático al sur.Se encuentra principalmente entre las latitudes 42° y 47° N y las longitudes 13° y 20° E. Parte del extremo sur de Croacia está separada del resto del continente por una corta franja costera alrededor de Neum perteneciente a Bosnia y Herzegovina.
La frontera de 348 kilómetros de Croacia con Hungría fue heredada de Yugoslavia. Gran parte de la frontera con Hungría sigue el río Drava (curso de agua) o su antiguo lecho; esta parte de la frontera data de la Edad Media. La frontera en Međimurje y Baranya.
Baranya se definió como la frontera entre el Reino de Hungría y el Reino de los Serbios, Croatas y Eslovenos, más tarde rebautizado como Reino de Yugoslavia, en virtud del tratado de Trianón de 1920. La actual línea fronteriza de 956 kilómetros con Bosnia y Herzegovina y 19 kilómetros con Montenegro es en gran medida resultado de la conquista otomana y posterior reconquista de territorios durante la Gran Guerra Turca de 1667-1698 que terminó oficialmente con el tratado de Karlowitz, como así como la quinta y séptima guerra véneto-austro-otomana. Esta frontera sufrió cambios menores en 1947, cuando todas las fronteras de las antiguas repúblicas constituyentes yugoslavas fueron definidas por comisiones de demarcación que implementaron las decisiones de la AVNOJ de 1943 y 1945 sobre la organización federal de Yugoslavia.
Las comisiones también definieron Baranya y Međimurje como territorios croatas, y además establecieron la actual frontera de 314 kilómetros entre Serbia y Croacia en Sirmia y a lo largo del Danubio entre Ilok y la desembocadura del río Drava y más al norte. El tramo Ilok/Drava correspondía a la frontera entre el Reino de Croacia-Eslavonia y el condado de Bács-Bodrog, que existió hasta 1918 (final de la Primera Guerra Mundial). La mayor parte de los 600 kilómetros de frontera con Eslovenia también fueron definidos por las comisiones, correspondientes a la frontera noroeste del Reino de Croacia-Eslavonia y estableciendo un nuevo tramo de la frontera croata al norte de la península de Istria según la composición étnica del territorio que anteriormente pertenecía al Reino de Italia.
Según el tratado de paz de 1947 con Italia, las islas de Cres, Lastovo y Palagruža, las ciudades de Zadar y Rijeka y la mayor parte de Istria pasaron a manos de la Yugoslavia comunista y Croacia, mientras se creaba el territorio libre de Trieste como ciudad. El territorio libre se dividió en 1954 cuando la propia Trieste y el área al norte de ella quedaron bajo control italiano y el resto bajo control yugoslavo. El acuerdo se hizo permanente mediante el tratado de Osimo en 1975. La parte yugoslava del antiguo territorio libre se dividió entre Croacia y Eslovenia, en gran medida de acuerdo con la composición étnica de la población de la región.
A finales del siglo XIX, Austria-Hungría estableció una red geodésica, cuya elevación estaba determinada por el nivel medio del mar Adriático en el muelle Sartorio en Trieste. Esta referencia fue posteriormente mantenida por Austria, adoptada por Yugoslavia y mantenida por los estados que surgieron después de su disolución, incluida Croacia.

## Fronteras terrestres y marítimas
Croacia tiene fronteras terrestres y marítimas con :
- Montenegro: véase frontera entre Croacia y Montenegro;
- Eslovenia: véase frontera entre Croacia y Eslovenia;
- Bosnia y Herzegovina: véase frontera entre Bosnia-Herzegovina y Croacia;
- Serbia: véase frontera entre Croacia y Serbia;

| País                 | Tierra (km) | Mar (km) | Total (kilómetros) | Notas |
| -------------------- | ----------- | -------- | ------------------ | ----- |
| Montenegro           | 25          | —        | 25                 |       |
| Bosnia y Herzegovina | 933         | —        | 933                |       |
| Eslovenia            | 501         | —        | 501                |       |
| Hungría              | 329         | —        | 329                |       |
| Serbia               | 241         | —        | 241                |       |
| Total                | 1 844       | —        | 1 844              |       |